# Sabena Flight Academy
CAE Global Academy Brussels Sabena Flight Academy (CAE SFA) är en skola för högre utbildning som utexaminerar piloter i Belgien (Bryssel-Zaventems flygplats). Den invigdes 1953. Dess motto är "One step ahead".